# Indische Staatsangehörigkeit

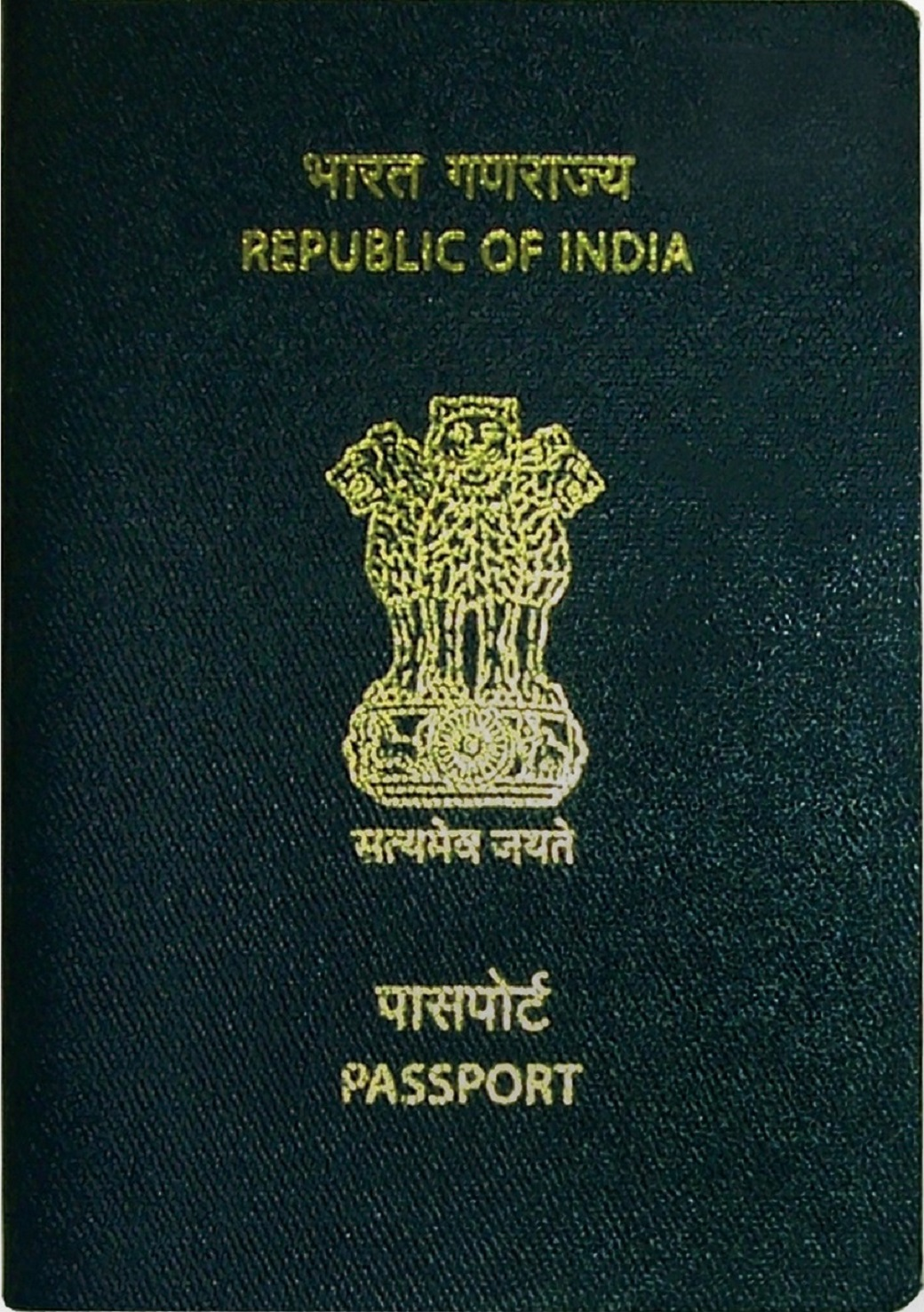
Indischer Reisepass

Die indische Staatsangehörigkeit bestimmt die Zugehörigkeit einer Person zur Republik Indien mit den zugehörigen Rechten und Pflichten. Indien ist ein multi-ethnischer Staat, die jeweilige Zugehörigkeit zu einer gesellschaftlichen Gruppe hat in Staatsangehörigkeitsfragen keine Bedeutung. Das aus der britischen Tradition übernommene Geburtsortsprinzip wurde seit 1993 zugunsten einer immer stärker werdenden Tendenz zum Abstammungsprinzip aufgegeben. Aufgrund einer besonders im ländlichen Raum und den Grenzregionen mit hoher Zuwanderung mangelhaften und allgemein korrupten Zivilverwaltung kann es für Einzelpersonen schwierig sein, ihre Staatsangehörigkeit nachzuweisen. Die 2010 begonnene Erstellung eines Verzeichnisses aller Staatsbürger geht mit der Schaffung extrem weitgehender staatlicher Überwachungsmechanismen einher.

## Britisch-Indien

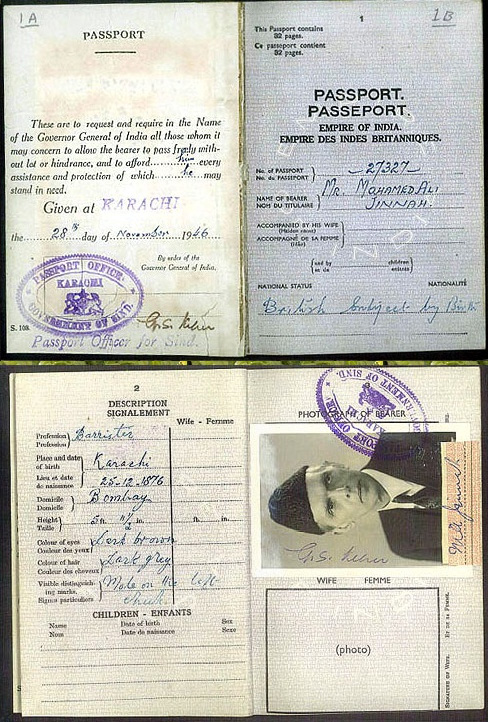
British-indischer Reisepass für Muhammad Ali Jinnah mit dem Vermerk “British subject by birth.”

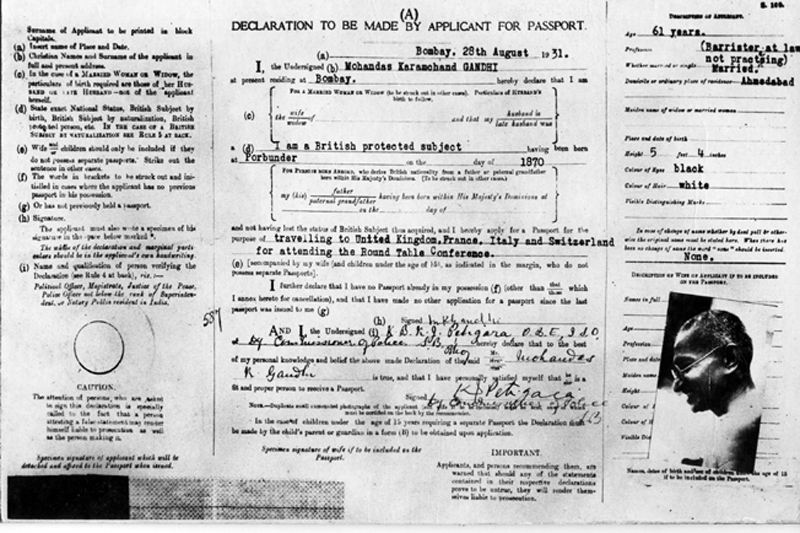
Passantrag von Mohandas Karamchand Gandhi mit dem Status “British protected subject.”

Während der Kolonialzeit regelte zunächst der British Nationality and Status of Aliens Act 1914 die Staatsangehörigkeit einheitlich für “British Crown Dominions.”
Die nicht-weißen Einwohner Britisch-Indiens waren “British subjects.” Hierbei wurde unterschieden zwischen „natural born British subjects“ und naturalisierten. Die Bewohner der zahlreichen Fürstenstaaten galten formal als Ausländer und somit “protected persons,” was aber nach außen hin nur einen semantischen Unterschied machte. Der diesem Personenkreis 1920–47 ausgestellte British Indian Passport war international nur im Empire, Italien und den Niederlanden mit ihren jeweiligen Kolonien, der Schweiz, Österreich, dem Deutschen Reich, Spanien, Schweden und Norwegen anerkannt.
Die erste „Verfassung“ Britisch-Indiens, der Government of India Act 1935 führte zur Ausgliederung einiger Regionen zum 1. Apr. 1937. Zuvorderst war dies Birma, mit einer eigenen Kolonialverwaltung in Form des Burma Office sowie die Persian Gulf Residency und die südarabischen Protektorate, die nun vom Londoner Colonial Office, verwaltet wurden.
Der Indian Independence Act 1947
beließ allen Bewohnern Britisch-Indiens und der Fürstenstaaten zunächst den Status eines britischen Untertanen.
Später erging der British Nationality Act 1948, der den Status kolonialer Untertanen (“British subjects”) regelte. Inder und Pakistanis blieben zunächst „British subjects“, der Begriff „Commonwealth citizen“ war anfangs nur ein Synonym.

## Verfassung 1950
Die Verfassung Indiens von 1950 geht vergleichsweise ausführlich auf Staatsangehörigkeitsfragen ein. Inder per Definition war jeder im Lande Geborene (Geburtsortsprinzip), oder wenn dessen Eltern hier geboren waren (Abstammungsprinzip) oder wer in den fünf Jahren vor Inkrafttreten am 27. Jan. 1950 in Indien seinen Daueraufenthalt (domicile) gehabt hatte. Diese Wartefrist verkürzte sich auf sechs Monate für Personen, die aus einem Teil Pakistans vor dem 19. Juli 1949 gekommen waren.
Im Ausland wohnende Inder können sich durch Anmeldung bei einer konsularischen Vertretung die Staatsbürgerschaft sichern, sofern sie nicht freiwillig eine andere angenommen haben.
Aus den weiteren Bestimmungen leitet sich ein Verbot doppelter Staatsbürgerschaft her, das in den Durchführungsverordnungen spezifiziert wird.

## Indian Citizenship Act 1955
Der Indian Citizenship Act in seiner ursprünglichen Fassung lehnte sich eng an das britische Vorbild von 1948 an. Das Grundprinzip zur Klärung, ob eine Person indischer Bürger ist, ist das domicile of origin. Anzuwenden sind die Regeln rückwirkend ab Januar 1950. Die Zuständigkeit liegt beim Innenministerium (Home Ministry), das Kompetenzen an nachgeordnete Stellen der Bundesstaaten delegiert.
Die durch die Teilung verursachte Wanderbewegung von 14½ Millionen Umsiedlern, die die Massaker 1947 überlebten, machte es zunächst schwierig, sich um Staatsangehörigkeitsfragen zu kümmern. Die großzügigen ius soli-Regeln der 1950er ließen aber nur wenige tausend unklare Fälle von Betroffenen zurück.
Vollumfänglich galt das Geburtsortsprinzip (ius soli) für alle auf indischem Boden zwischen dem 26. Jan. 1950 und 30. Juni 1987 geborenen Personen.
Auffallend ist das (seit 2003 vollkommene) Fehlen von Mechanismen zur Vermeidung von Staatenlosigkeit.

### Gesetzesänderungen
1960
Die Commonwealth Citizens gewährten Erleichterungen wurden 1960 gestrichen.
1985 und 1986
Die Gesetzesänderungen brachten eine allgemeine Verschärfung hinsichtlich der Erwerbsmöglichkeiten. Man schränkte das ius soli dahingehend ein, dass man nur noch die indische Staatsbürgerschaft durch Geburt im Lande erhielt, wenn mindestens ein Elternteil am Tag der Geburt indischer Bürger war.
Zugleich eingeführt wurde die Gleichberechtigung in Staatsangehörigkeitsfragen.
2003 und 2005
Seit Inkrafttreten zum 3. Dez. 2004 sind Kinder mit nur einem indischen Elternteil nur noch dann gemäß ius soli ab Geburt Staatsangehörige, sofern der nicht-indische Elternteil sich legal im Lande aufhält. Ein zusätzlicher Abschnitt definiert den Begriff “illegal migrant.”
Gestrichen wurde die Länderliste in Anhang 1 (generelles Einbürgerungsverbot). Neu eingeführt wurde der Anhang 4 (“Schedule 4”) zum Citizenship Act. Dieser enthielt eine Länderliste mit sechzehn Einträgen, deren Bürger das Recht haben mit dem neuen Status eines Overseas Citizen of India eingetragen zu werden (s. u.).
Fast abgeschlossen ist die Schaffung eines National Register of Indian Citizens und die Pflicht, basierend auf der Eintragung (“compulsory registration”), sich einen Personalausweis (Aadhaar) ausstellen zu lassen. Da die verlangten Unterlagen für die Registrierung oft nicht existieren oder fehlerhaft sind, wird in etlichen Fällen die Eintragung erschwert oder verweigert, die Betroffenen (zumindest zeitweilig) de facto staatenlos. Insbesondere befürchten Kritiker, dass das Register genutzt wird, um Angehörigen der muslimischen Minderheit die indische Staatsbürgerschaft zu entziehen.
2015
Abschaffung des Status Persons of Indian Origin.
2019
Die als Citizenship Amendment Act (CAA) 2019 bekannte Änderung ermöglicht die erleichterte Einbürgerung von illegal eingereisten Flüchtlingen aus den Nachbarländern Afghanistan, Pakistan und Bangladesch, die bis 2014 nach Indien gekommen sind und einer dort aus religiösen Gründen verfolgten Minderheit der Hindus, Sikhs, Buddhisten, Jain, Parsen oder Christen angehören. Es wird geschätzt, dass etwa 30.000 Personen berechtigt sind, die verkürzte Wartefrist von sechs Jahren vor der Einbürgerung wahrnehmen zu können. In anhaltenden Protesten wird kritisiert, dass Gläubige der dortigen Mehrheitsreligion, dem Islam, nicht berücksichtigt werden. Die indische Regierung begründet den Gesetzentwurf durch die Annahme, dass es sich bei muslimischen Migranten es sich um Wirtschaftsmigranten handelt, da eine politische Verfolgung nicht zu erwarten sei.

### Verordnungen
Citizenship Rules of 1956 legen die Zuständigkeiten von Behörden und Dienstgrade von Beamten, Gebühren, beizubringenden Unterlagen und Nachweise sowie das Aussehen der zu verwendenden Formulare fest.
Die umfassenden Gesetzesänderungen der Vorjahre machten eine neu formulierte Ausführungsverordnung nötig, die Citizenship Rules, 2009.

### Erwerb

#### Durch Eintragung
Im Ausland geborene Personen indischer Abstammung (bis 1992 nur patrilinear) können, wenn sie sich eine bestimmte Zeit legal im Lande aufgehalten haben, durch Eintragung (“by registration”) indische Bürger werden. Die Wartefrist wurde sukzessive verlängert. Anfangs waren es sechs Monate, seit 1982 fünf Jahre, später dann sieben.
Für Ehepartner (bis 1986 nur Frauen) gelten kürzere Fristen: fünf, seit 2003 sieben Jahre Ehe und Aufenthalt im Lande.

#### Einbürgerung
Ausländer, die sich in den letzten elf (vor 2004: neun) von vierzehn (vor 2004: zwölf) Jahren legal in Indien aufgehalten haben und die letzten zwölf Monate dauerhaft hier ihren Wohnsitz hatten, können einen Einbürgerungsantrag stellen. Für Ehepartner und Overseas Indians gelten kürzere Fristen. Diese Anwartzeiten wurden seit 1986 immer wieder verlängert.
Voraussetzungen sind:
- Volljährig- und Geschäftsfähigkeit
- Guter Charakter, nachzuweisen durch Zeugnisse zweier Bürgen
- Nachweis der Aufgabe andrer Staatsangehörigkeiten
- Ausreichende Kenntnisse in einer der in der Verfassung genannten offiziellen Sprachen

Bis 2003 waren Staatsangehörige der in “Schedule 1” genannten 11 Commonwealth-Länder und Irland von der Einbürgerung ausgeschlossen.
Bei Einbürgerung ist ein Eid zu unterzeichnen, erst danach wird das certificate of naturalisation ausgehändigt. Erleichterte Einbürgerungen für verdiente Personen sind möglich.
Ablehnungen müssen nicht begründet werden. Zwar ist Widerspruch möglich, nach dessen Ablehnung seit 2004 der Gerichtsweg nur in Ausnahmefällen gegeben.

### Verlustgründe
- Freiwillige Annahme einer fremden Staatsbürgerschaft
- Aufgabe durch Erklärung (“renunciation”), erfordert Volljährig- und Geschäftsfähigkeit, vor 2003 auch Besitz einer anderen Staatsangehörigkeit. Bis 1992 erstreckte sich die Aufgabe auch auf minderjährige Kinder, sofern der Aufgebende ein Mann war. Seitdem ist die Regelung geschlechterneutral.
- Bei eingebürgerten oder registrierten Indern, Entzug (ggf. ohne Anhörung des Betroffenen) wenn
  - im Einbürgerungsverfahren falsche Angaben gemacht wurden
  - innerhalb von fünf Jahren nach Aufnahme eine Verurteilung zu einer Haftstrafe von mehr als zwei Jahren erfolgt
  - der Eingebürgerte sich in Wort oder Tat illoyal gegenüber Indien gezeigt hat
  - im Kriegsfall mit dem Feind Handel treibt oder Kontakt mit ihm hat
  - die Person sich mindestens 7 Jahre im Ausland aufgehalten hat, ohne sich jährlich bei der zuständigen Auslandsvertretung zu melden

### Sonstige Gesetze
Staatsangehörigkeitsfragen berühren der Passport Act of 1920, ersetzt durch den Passports Act, 1967. Auch die weitergeltenden Registration of Foreigners Act 1939, Foreigners Act 1946, der der Gleichberechtigung Hohn sprechende Abducted Persons (Recovery and Restoration) Act 1949 sowie der während des Indisch-Pakistanischen Kriegs 1965 erlassene Enemy Property Act betreffen Inder mit Zweitpässen oder die geschätzt 12000–18000 Nachfahren von Einwohnern Portugiesisch-Indiens, die ihren Daueraufenthalt heute in Pakistan haben. Special Marriage Act, 1954 aufgehoben durch den Foreign Marriage Act, 1969.
Seit 2019 ist die Verknüpfung des Personalausweises (Aadhaar) mit der PAN card des Finanzamts vorgeschrieben. Ohne diese Dokumente wiederum kann u. a. kein Bankkonto eröffnet oder eine SIM-Karte gekauft werden.
Indien ist weder dem Übereinkommen über die Rechtsstellung der Staatenlosen noch der Genfer Flüchtlingskonvention  beigetreten. Der entsprechende Personenkreis kann ein zwei Jahre gültiges Identity Certificate als Paßersatz erhalten.

### Sonderfälle

#### Jammu und Kashmir
Die Verfassung von 1950 galt zunächst nicht im Staat Jammu und Kashmir. Es gab aus der Zeit der Maharajas ein State Subject Law.
Siehe Hauptartikel: Staatsangehörigkeit des Fürstenstaats Jammu und Kaschmir

#### Assam und der Nordosten
Die Region unterscheidet sich kulturell und ethnisch sehr vom restlichen Indien. Die meisten Stämme sind sinitischer Herkunft und vielfach erst in neuerer Zeit in das Gebiet zugewandert. Sie sprechen vor allem tibeto-birmanische Sprachen.
Das abgelegene und in höheren Lagen schwer gängige Gebiet der North-East Frontier Agency wurde von der Kolonialmacht erst um 1900 voll unter ihre Kontrolle gebracht. Siedlungsgebiete einzelner Stämme veränderten sich noch in den folgenden Jahrzehnten. Die Grenzziehung der McMahon-Linie 1913/4 wurde vor Ort nie genau vorgenommen. Vielfach richten sich die Gruppen bewaffneter Freiheitskämpfer gegen die Überfremdung, die schon im 19. Jahrhundert mit der Anlage von Teeplantagen und dem Eisenbahnbau in die dünnbesiedelte Gegend begonnen hatte. Später besonders durch (illegale) Einwanderer aus dem armen Bihar, Nepal und dem stark übervölkerten Bangladesch, dessen meist muslimische Einwohner neue Siedlungsgebiete suchen. Während die indische Regierung auf einen starken Zentralstaat setzte und besonders in den Jahren der „Nehru-Dynastie“ versuchte, durch rücksichtslose Gewaltmaßnahmen und Zwangsumsiedlungen (ab 1967 z. B. 60.000 Mizo in Wehrdörfer), der Befreiungsorganisationen Herr zu werden, zeigt man sich seit 1988 kompromissbereiter. Man teilte kleinere ethnisch definierte Bundesstaaten von Assam ab. Diese haben in der Verfassung garantierte Sonderrechte. Dazu gehört auch die Möglichkeit zu definieren, welche Ethnien als indigen anzusehen sind.
Der Immigrants (Expulsion from Assam) Act of 1950 galt bis 1957 und unterschied zwischen „zugewanderten Hindus“ und „illegalen Moslems“ (aus Ost-Pakistan). Diese an sich diskriminierende Unterscheidung wird verständlich, wenn man bedenkt, dass die Teilung Indiens 1947 mit ihren leidbringenden Folgen eben entlang religiöser Linien aufgrund der kompromisslosen Haltung der Muslim League erfolgte. Im damals noch ungeteilten Bundesstaat Assam wurde dann erstmals 1951 ein „National Register of Citizens“ erstellt.
Der Kompromiss des Assam Accord wurde in die Citizenship Act-Änderung 1985 eingearbeitet. Alle bis zum 31. Dez. 1965 (illegal) Zugewanderten wurden als Staatsangehörige akzeptiert. Die 1966 bis zum 25. März 1971 (Ausbruch des Bangladesch-Kriegs) Gekommenen konnten sich registrieren oder eine Erklärung abgeben nicht Inder sein zu wollen. Die später Eingereisten, anfangs vor allem Kriegsflüchtlinge, sollten nach Bangladesch bzw. Nepal zurückgeführt werden.
Der Illegal Migrants (Determination by Tribunal) Act, 1983, regelte das Prozedere. Wer einen vermeintlich illegalen Ausländer denunzieren wollte, durfte nicht weiter als drei Kilometer von ihm wohnen. Niemand durfte mehr als zehn Anzeigen erstatten und hatte jeweils 10 Rupien Gebühr zu zahlen. Die Entscheidung fällten Spruchkammern geleitet von pensionierten Richtern. Wählerverzeichnisauszug, Schulabgangszeugnis oder Lebensmittelmarken (“Ration Book”) genügten als Staatsbürgerschaftsnachweis. Nicht mehr als ½ % der Denunzierten wurde abgeschoben. Das Gesetz wurde vom Supreme Court 2005 für ungültig erklärt.
Die Unterscheidung erfolgt aufgrund ethnischer, nicht religiöser Kriterien. Als die Zusammenstellung des neuen Assams National Register of Citizens, abgeschlossen war, stellte man fest, dass gut 1,9 Millionen Einwohner des Bundesstaats die Bedingungen für die Staatsangehörigkeit nicht erfüllten.
In Arunachal Pradesh leben seit Mitte der 1960er Flüchtlingsgruppen der Chakma, die vor allem Buddhisten sind und die mehrheitlich hinduistischen Hajong, die aus den Chittagong Hill Tracts vertrieben worden waren. Das oberste Gericht entschied 2015, dass diesen die indische Staatsbürgerschaft zuzugestehen sei. Um jedoch die delikate Balance der dortigen Stämme untereinander nicht zu gefährden, wurde 2016 angedacht ihre Bürgerrechte dahingehend einzuschränken, dass sie nicht von Quoten für den Staatsdienst profitieren können und auch kein Landeigentum erwerben dürfen. Die Regierung des Bundesstaats ist gegen eine Einbürgerung, obwohl die heute ca. 73000 Flüchtlinge durch den CAA seit 2019 einen zusätzlichen Rechtsanspruch auf Einbürgerung haben.
In Mizoram schätzt man die Zahl der aus Birma zugewanderten Flüchtlinge vom Stamme der Chin auf 50000–100000. Ob sie Anspruch auf indische Staatsbürgerschaft haben, ist schwierig zu klären, da die indisch-birmanische Grenzziehung 1938 mitten durch das Siedlungsgebiet verläuft und Teile des Stammes seine heute bewohnten Räume erst im Laufe des 20. Jahrhunderts besiedelt hat.
Das Land Border Agreement vereinfachte 2015 die Grenzziehung hinsichtlich der Bangladesh-Exklaven vor allem im Distrikt Cooch Behar. Die Einführung des National Register of Citizens auch hier kann für ein paar tausend Bewohner zur Staatenlosigkeit führen, da in den kleinen Gebieten jahrzehntelang eine geordnete Zivilverwaltung nicht bestand.

### Indische Diaspora

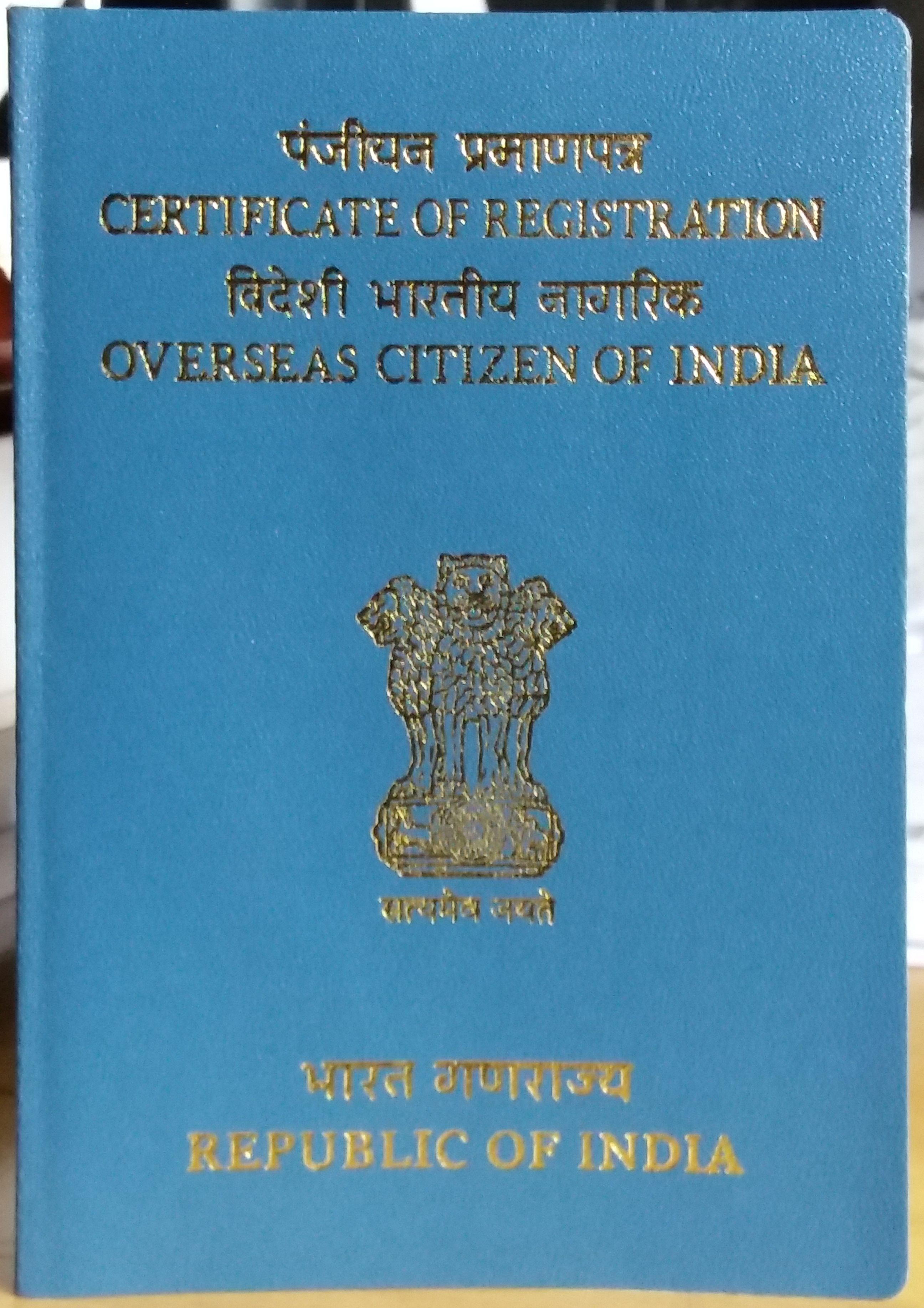
Overseas Citizen of India Card, eingeführt 2005. Seit 2012 sind die passähnlichen Dokumente als Personalausweis innerhalb Indiens anerkannt. Sie gelten in Verbindung mit einem ausländischen Reisepass.

Neben Baumwolle, Tee und Opium waren männliche Arbeitskräfte eines der wichtigsten Exportprodukte Britisch-Indiens. Innerhalb der Wirtschaftsordnung des Empires hatten sie als Hilfsarbeiter in der tropischen Plantagenwirtschaft einen wichtigen Platz. Viele der Kontraktarbeiter kehrten nach Ablauf ihres Vertrags, währenddessen sie oft unter sklaverei-ähnlichen Bedingungen gehalten wurden, nicht zurück. Vielfach begannen sie auf Kleinhandelsebene die lokale Wirtschaft zu dominieren. In den (ehemals) britisch-ostafrikanischen Kolonien lebten 1968 ca. 345000 Inder. In einigen Ländern, z. B. Fidschi, führte die Überfremdung zu Pogromen bzw. Kämpfen.
Die Regierungen von Jawaharlal Nehru und seiner Tochter Indira Gandhi kümmerten sich durchaus darum, die Interessen dieser Gruppen zu unterstützen. Die großzügigen gesetzlichen Bestimmungen des ursprünglichen Citizenship Acts erlaubten die problemlose Verleihung indischer Staatsbürgerschaft an die teilweise massenhaft zurückkehrenden Indischstämmigen.
Im Ausland zwischen 26. Jan. 1950 und 10. Dez. 1993 geborene Kinder eines indischen Vaters (bis 1987 auch Großvaters), der die Staatsangehörigkeit durch Geburt hatte, sind automatisch Inder durch Abstammung (“by descent”). Bis 2. Dez. 2004 galt dies sofern ein Elternteil Inder per Geburt war.
Inder „by descent“ müssen die Geburt eines Kindes innerhalb eines Jahres bei der zuständigen Auslandsvertretung angemeldet haben, um dessen Staatsangehörigkeit zu sichern. Diese Möglichkeit fiel 2004 weg. Nun werden solche Anmeldungen nur dann noch akzeptiert, wenn die Eltern erklären, dass das Kind keinen Anspruch auf eine andere Staatsbürgerschaft hat.

#### Tamilen aus Sri Lanka
Der kurz nach der Unabhängigkeit 1948 verabschiedete Ceylon Citizenship Act schloss die vor allem im Norden lebenden früh zugewanderten ethnischen Sri-Lanka-Tamilen von der ceylonesischen Staatsangehörigkeit aus. Etwa elf Prozent der Bevölkerung wurden somit staatenlos. Der Indian and Pakistani Residents (Citizenship) Act im Folgejahr erlaubte zwar den Erwerb der Staatsbürgerschaft nach 7‒10 Jahren, forderte aber ein extrem hohes Mindesteinkommen ‒ von rund 875.000 Anträgen wurden nur 135.000 positiv beschieden.
Die indische Regierung bemühte sich mittels verschiedener Abkommen anfänglich um die Rückführung der Tamilen, die dann indische Bürger wurden. Bis 1964–82 konnten dann in Sri Lanka verbliebene Tamilen indische Bürger werden (etwa 180000 Personen). Die restlichen Staatenlosen wurden erst Jahrzehnte später sri-lankische Bürger.
Die gut 300000 tamilischen Flüchtlinge, die nach dem Ausbruch Bürgerkriegs in Sri Lanka kamen, sind von den Erleichterungen des CAA nicht erfasst. Es leben noch etwa 100000 im Lande, vor allem in Lagern in Tamil Nadu, der Rest kehrte heim.

#### Non-resident Indians
Rein rechtlich gesehen ist der Status eines „Non-resident Indians“ (NRI) nur eine Frage der Einkommenssteuerpflicht. Tatsächlich bemüht man sich die oft gutgebildeten Nachfahren von Indern, die nach der Unabhängigkeit in hochentwickelte Länder ausgewandert waren, durch verschiedenste Vergünstigung heimzulocken.
Overseas Citizenship of Indians
Die Einführung der Overseas Citizenship of India erlaubte de facto die andrerseits nicht mögliche doppelte Staatsangehörigkeit. Die 2005 als Anhang 4 zum Citizenship Act eingeführte Positivliste wurde in Folgejahren dahingehend geändert, dass alle indischstämmigen Ausländer (und ggf. ihre nicht-indischen Ehepartner), außer Bürgern von Bangladesch und Pakistan, diesen Status gebührenpflichtig beantragen können. Es handelt sich um keine echte Staatsbürgerschaft, sondern eine Art lebenslang gültiges (Arbeits-)Visum zur unbeschränkten Ein- und Ausreise oder Daueraufenthalt. Personen, die in einer nicht-indischen Armee, Geheimdienst oder Polizei dien(t)en können den Status nicht erhalten.
Im Lande dürfen Overseas Citizens u. a. keine landwirtschaftlichen Nutzflächen kaufen. Einschränkungen bezüglich in Indien ausgeübter Berufe wurden 2009 abgeschafft. Auch dürfen sie nicht wählen oder Beamte werden. Ansonsten sind sie „echten“ Indern gleichgestellt. Sie sind auch von der Ausländermeldepflicht befreit, benötigen aber Inner Line- oder Protected Area Permits.
Seit 2005 durfte nach einem Jahr ununterbrochenem Aufenthalt im Lande die volle Staatsbürgerschaft beantragt werden. Seit 2015 fordert man nur noch ein Jahr „festen Wohnsitz,“ Auslandsreisen sind währenddessen erlaubt.
Persons of Indian Origin Card
Staatsangehörige von Afghanistan, Bangladesch, Bhutan, China, Iran, Nepal, Pakistan und Sri Lanka konnten, beginnend am 15. Sept. 2002, diesen Ausweis beantragen, wenn sie oder mindestens ein Großelternteil oder Ehepartner jemals einen indischen Reisepass gehabt hatten und niemals Bürger von Pakistan oder Bangladesch gewesen waren. Inhaber eines solchen Ausweis konnten visumsfrei einreisen und mussten sich erst nach 180 Tagen ausländerpolizeilich anmelden. Sie erhielten dann eine „Residential Permit for PIO“ genannte Aufenthaltsberechtigung. Ansonsten waren sie den non resident Indians gleichgestellt. Nach zwei Jahren Aufenthalt im Lande konnten sie die volle Staatsbürgerschaft beantragen. Mitte 2013 gab es knapp 1,4 Millionen Karteninhaber.
Die Gesetzesänderung 2015 schaffte den Status eines Persons of Indian Origin ab und führte diesen Status mit der Overseas Citizenship zusammen. Inhaber dieser Karte konnten sie bis 2017 umtauschen, bzw. einen entsprechenden Vermerk darin erhalten. Sie verlieren zum 20. Sept. 2020 ihre Gültigkeit als Reisedokument.

### Zugewonnene Gebiete
Besonders der stellvertretende Ministerpräsident Vallabhbhai Patel († 1950) im ersten Kabinett Nehru arbeitete aggressiv auf Anschluss verbliebener kolonialer und fürstlicher Gebiete hin. Wo politische Agitation nicht wirkte, schreckte man vor bewaffneter Gewalt nicht zurück.
Sec. 7 des Citizenship Act, 1955, ermächtigte die Zentralregierung Allgemeinverfügungen hinsichtlich Staatsangehörigkeit (“by incorporation”) zu erlassen.

#### Hyderabad
Der Anschluss des Fürstenstaats Hyderabad erfolgte erst durch die Polizeiaktion mit administrativer Eingliederung zum 25. Jan. 1950. Die Verfassung und der Indian Citizenship Act war noch nicht in Kraft, so dass sich keine entsprechenden Fragestellungen ergaben.

#### Chandarnagore
Zentrales Thema der Gemeinderatswahlen im August 1948 war die Vereinigung mit Indien, befürwortet von der Partei Congress Karma Parishad, die 22 der 24 Sitze gewann. Der Stadtrat verabschiedete am 15. Dez. eine Resolution, dass die Vereinigung in geordneter Weise zum 31. März 1949 herbeizuführen sei. Der am 2. April 1952 geschlossene Vertrag zwischen Indien und Frankreich sah vor, dass am Tage des Inkrafttretens alle dort lebenden Franzosen indische Bürger würden. Jedoch gab es eine sechsmonatige Optionsfrist, wenn jemand Franzose bleiben wollte. Am 2. Oktober 1954 wurde das 19 km² große Territorium durch den Chandernagore Merger Act in Westbengalen integriert.

#### Portugiesisch-Indien
Dadra und Nagar Haveli, damals ca. 58000 Einwohner und 487 km² waren bereits seit 1954 de facto unter indischer Herrschaft, nachdem bewaffnete „Freiwillige“ einmarschiert waren. Das Gebiet war pseudo-unabhängig als “Free Dadra and Nagar Haveli.”
Goa, Daman und Diu erstürmte die indische Armee in der zweiten Dezemberhälfte 1961. Staatsrechtlich erfolgte der Anschluss durch das 10. und 12. Ergänzungsgesetz zur indischen Verfassung resp. vom 11. Aug. 1961 und 27. März 1962. Die Goa, Daman and Diu (Citizenship) Order, 1962 vom 28. März 1962 verlieh indische Staatsbürgerschaft allen hier vor oder am 20. Dez. 1961 Ansässigen, sofern mindestens ein Eltern- oder Großelternteil in dem Gebiet geboren worden war. Wer von den Betroffenen seine bisherige Staatsbürgerschaft beibehalten wollte, hatte einen Monat Zeit, eine schriftliche Erklärung bei der Verwaltung abzugeben. Völkerrechtlich regelte aber erst der Vertrag vom 31. Dez. 1974 den Souveränitätsübergang. Nachfahren von Goanern, die in der Diaspora außerhalb Portugals, also vor allem Ostafrika, lebten, hatten vor 2013 Schwierigkeiten, indische Papiere zu erhalten. Eine Gesetzesänderung bestimmte, dass dieser Personenkreis, sofern Kind eines indischen Vaters und zwischen 26 Jan. 1950 bis 9. Dez. 1992 geboren, automatisch einen Anspruch auf die indische Staatsangehörigkeit haben. Für seit dem 10. Dez. 1992 Geborene gilt das nur dann, wenn ihre Geburt bei der zuständigen Auslandsvertretung angemeldet wurde.
Den Bewohnern blieb portugiesischerseits die Möglichkeit, Geburten im dortigen Zentralregister eintragen zu lassen. Sie behielten dadurch die Möglichkeit ein Bill of Identity (port: Cartão de Cidadão) genanntes Dokument zu erhalten, das es ihnen ermöglicht, zusammen mit einem indischen Reisepass visumsfrei in den Schengen-Raum einzureisen. 2016 hatten geschätzt vierhunderttausend Personen diesen Anspruch. Die zunehmend nationalistischer agierende indische Regierung versucht seit Erlass der Citizenship Order 2009 dies zu unterbinden.

#### Französisch-Indien
In Französisch-Indien fanden die Regeln zur kolonialen französischen Staatsbürgerschaft Anwendung. Bereits zum 1. Nov. 1954 hat Indien de facto die Kontrolle der 510 km² großen Gebiete übernommen. Der zwischen Indien und Frankreich am 28. Mai 1956 geschlossene Vertrag über die Abtretung der vier kleinen Territorien Französisch-Indiens sah vor, dass die dort geborenen Einwohner automatisch indische Bürger würden. Jedoch gab es eine sechsmonatige Optionsfrist, wenn jemand Franzose bleiben wollte. Staatsangehörigkeitsfragen regelte die Citizenship (Pondicherry) Order, 1962, wobei als Stichtag der 16. August 1962 galt.

#### Sikkim
Durch den Protektoratsvertrag vom Mai 1950, der das koloniale Abhängigkeitsverhältnis fortsetzte, kontrollierte Indien die Außen- und Verteidigungspolitik des Königreichs Sikkim. Die Sikkim Subjects Regulation 1961 legte fest, dass Diejenigen Untertanen sind, die in Sikkim vor Inkrafttreten hier geboren waren oder seit mindestens 15 Jahren ihren Lebensmittelpunkt (domcile) hier hatten. Dies galt inklusive ihrer Ehefrauen und minderjährigen Kinder. Erfasst waren auch im Ausland lebende, wenn deren Vorfahren nach 1850 ausgewandert waren und keine andere Staatsbürgerschaft angenommen hatten. Über die Untertanen wurde ein Verzeichnis angelegt (“Register of Sikkim Subjects”). Einheiratende Frauen wurden automatisch Staatsangehörige. Sikkimesische Staatsangehörigkeit ging verloren, wenn eine andere freiwillig angenommen wurde oder eine Frau einen Ausländer heiratete. Einbürgerungen erfolgten auf Antrag durch den Chögyal (König) gemäß der Ausführungsbestimmungen oder auch durch die Regierung, falls ein Antragsteller zehn Jahre im Staatsdienst gestanden hatte. Einbürgerungen konnten rückgängig gemacht werden bei Illoyalität gegenüber dem Chögyal, falschen Angaben im Antrag oder in den ersten fünf Jahren nach Verurteilung zu einer Haftstrafe von mehr als einem Jahr.
Nach einem orchestrierten Putschversuch 1973 marschierte die indische Armee ein und übernahm die Macht. Man organisierte 1975 eine manipulierte Volksabstimmung, die den Anschluss an Indien befürwortete. Durch die 35. und 36. Verfassungsänderung wurde Sikkim angeschlossen. Durch die Sikkim (Citizenship) Order, 1975, wurden alle sikkimische Untertanen indische Bürger. Es erhielt jedoch als Bundesstaat einen gewissen Sonderstatus in Art. 371(F), so dass z. B. der CAA von 2019 (vorläufig) nicht angewendet wird.

#### Tibetische Flüchtlinge
Der Delhi High Court entschied am 22. Dez. 2010, dass das ius soli auch für die zwischen 26. Jan. 1950 und 30. Juni 1987 auf indischem Boden geborenen Kinder von tibetischen Flüchtlingen zu gelten habe. Tatsächlich blieb es bis September 2018 für diesen Personenkreis noch schwierig die entsprechenden Dokumente ausgestellt zu erhalten. Dies liegt auch darin begründet, dass sich die tibetische Exilregierung weigert, den Antragstellern ein indischerseits gefordertes No Objection Certificate (NOC) auszustellen.
Die indische Regierung stellt im Lande ansässigen Tibetern ein spezielles Long Term Stay Certficate aus. Für Auslandsreisen gibt es Identity Certificates als Passersatz. Deren Ausstellung dauert durchschnittlich ein Jahr, sie waren früher nur zwei Jahre gültig, seit 2017 fünf Jahre. Diese werden als Passersatz nur von den USA, Kanada und den meisten Ländern der Schengen-EU anerkannt. Das Erfordernis für Indien eine Wiedereinreiseerlaubnis zu beantragen (NORI) wurde für Tibeter im Juli 2018 abgeschafft, stattdessen gibt es Re-entry permits.